# Stetholiodes agathidioides
Stetholiodes agathidioides es una especie de escarabajo del género Stetholiodes, familia Leiodidae. Fue descrito por Angelini y Cooter en 1998. Se encuentra en la República Popular China (Zhejiang).